# Saint-Maurice-sur-Adour
Saint-Maurice-sur-Adour, prvotno do leta 1937 Saint-Maurice, je naselje in občina v francoskem departmaju Landes regije Akvitanije. Naselje je leta 2009 imelo 592 prebivalcev.

## Geografija
Kraj leži v pokrajini Gaskonji ob reki Adour, 14 km južno od Mont-de-Marsana.

## Uprava
Občina Saint-Maurice-sur-Adour skupaj s sosednjimi občinami Artassenx, Bascons, Bordères-et-Lamensans, Castandet, Cazères-sur-l'Adour, Grenade-sur-l'Adour, Larrivière-Saint-Savin, Lussagnet, Maurrin in Le Vignau sestavlja kanton Grenade-sur-l'Adour s sedežem v Grenadi. Kanton je sestavni del okrožja Mont-de-Marsan.

## Zgodovina
Naselbina je nastala kot srednjeveška bastida pod Plantageneti v 14. stoletju.

## Zanimivosti
- gotska cerkev sv. Mavricija iz 16. stoletja,
- dvorec Château de Lobit, obdan z dvema stolpoma, iz 18. stoletja,
- dvorec Château de Saint-Maurice iz 19. stoletja, na mestu nekdanje graščine Béarnskih grofov.